# Impéria (província)
A província de Impéria é uma província italiana da região de Ligúria com cerca de 204 233 habitantes, densidade de 176 hab/km². Está dividida em 67 comunas, sendo a capital Impéria.
Faz fronteira a norte com o Piemonte (província de Cuneo), a este com a província de Piemonte, a sul com o Mar Ligure e a oeste com a França (departamento Alpes-Maritimes na região Provence-Alpes-Côte d'Azur).